# Steatoda triangulosa
Steatoda triangulosa är en spindelart som först beskrevs av Charles Athanase Walckenaer 1802.  Steatoda triangulosa ingår i släktet vaxspindlar, och familjen klotspindlar. Utöver nominatformen finns också underarten S. t. concolor.